# Rua Sacadura Cabral
A Rua Sacadura Cabral é uma rua que cruza os bairros da Gamboa e da Saúde, situados na Zona Central da cidade do Rio de Janeiro. Com cerca de 1,2 km de extensão, margeia o Morro do Livramento, na Gamboa, e o Morro da Conceição, na Saúde.
A rua tem início no final da Avenida Rio Branco, na lateral do Museu de Arte do Rio. Termina na altura da Praça da Harmonia, no sopé do Morro da Saúde. É uma via de mão única, com 2 faixas no sentido Gamboa.
Nos últimos anos, a rua ganhou diversas opções de lazer, em sua maioria casas noturnas. O Trapiche Gamboa, destinado a apresentações de samba e de choro, e a The Week, voltada para o público gay, são exemplos de pontos já consolidados. Outras opções são: a Pedra do Sal, onde também ocorre apresentações de samba e de choro; e o Museu de Arte do Rio, local onde ocorrem, além de exposições, shows gratuitos em sua área externa.
A rua era originalmente denominada "Rua da Saúde". O nome atual foi dado em 24 de junho de 1922, por meio de decreto da Prefeitura do Rio de Janeiro. O nome foi dado em homenagem a Artur de Sacadura Freire Cabral, que foi um aviador e oficial da Marinha Portuguesa. Em 1922, junto com Gago Coutinho, realizou a primeira travessia aérea do Atlântico Sul, partindo de Lisboa e tendo como destino a cidade do Rio de Janeiro.

## Pontos de interesse
Os seguintes pontos de interesse situam-se na Rua Sacadura Cabral:
- Museu de Arte do Rio
- Jazz In Champanheria
- Igreja de São Francisco da Prainha
- Angu do Gomes
- Largo de São Francisco da Prainha
- Edifício-sede da Lojas Americanas
- Prédio do Instituto Estadual do Ambiente (INEA)
- Villa Reggia Hotel
- Edifício-sede da Companhia de Desenvolvimento Urbano da Região do Porto do Rio de Janeiro (CDURP)
- The Week
- Sacadura 154
- Trapiche Gamboa
- Hotel Barão de Tefé
- Praça Jornal do Comércio
- Hospital Federal dos Servidores do Estado (HFSE)
- Complexo de prédios onde funcionou o Moinho Fluminense
- Praça Coronel Assunção (Praça da Harmonia)
- 5º Batalhão de Polícia Militar (5º BPM)